# Gentleman (singel)
Gentleman – dziewiętnasty singel południowokoreańskiego muzyka Psy'a wydany 12 kwietnia 2013 roku. Jest on kontynuacją międzynarodowego hitu Gangnam Style, który w momencie premiery singla Gentleman został wyświetlony na YouTube ponad 1,5 miliarda razy. Pierwsze publiczne wykonanie utworu, oraz związanego z nim układu choreograficznego, odbyło się na stadionie Seul World Cup Stadium 13 kwietnia. Muzyk zamieścił na swoim twitterze plakat promujący najnowszy singiel, na którym widnieje napis „I'm a mother fxxxxx gentleman”. Okazało się później, że „ocenzurowanym” słowem jest „father” (pl. ojciec).
Z dniem 21 maja 2013 roku film został obejrzany ponad 400 milionów razy na YouTube. Ustanowił rekordy YouTube dla większości poglądów w pierwszych 24 godzinach, najwięcej odsłon w ciągu jakichkolwiek 24 godzin oraz teledysk, który najszybciej osiągnął 100 milionów, 200 milionów i 300 milionów odsłon.
Teledysk do tej piosenki został zakazany w Korei Południowej ze względu na treści mogące zachęcić widzów do wandalizmu.